# Owlpen
Owlpen – wieś w Anglii, w hrabstwie Gloucestershire, w dystrykcie Stroud. Leży 21 km na południe od miasta Gloucester i 151 km na zachód od Londynu. W 2004 miejscowość liczyła 32 mieszkańców.